# Corona del Mallo
La Corona del Mallo és una muntanya de 2.535 metres que es troba a la província d'Osca (Aragó).